# Josef Nálepa

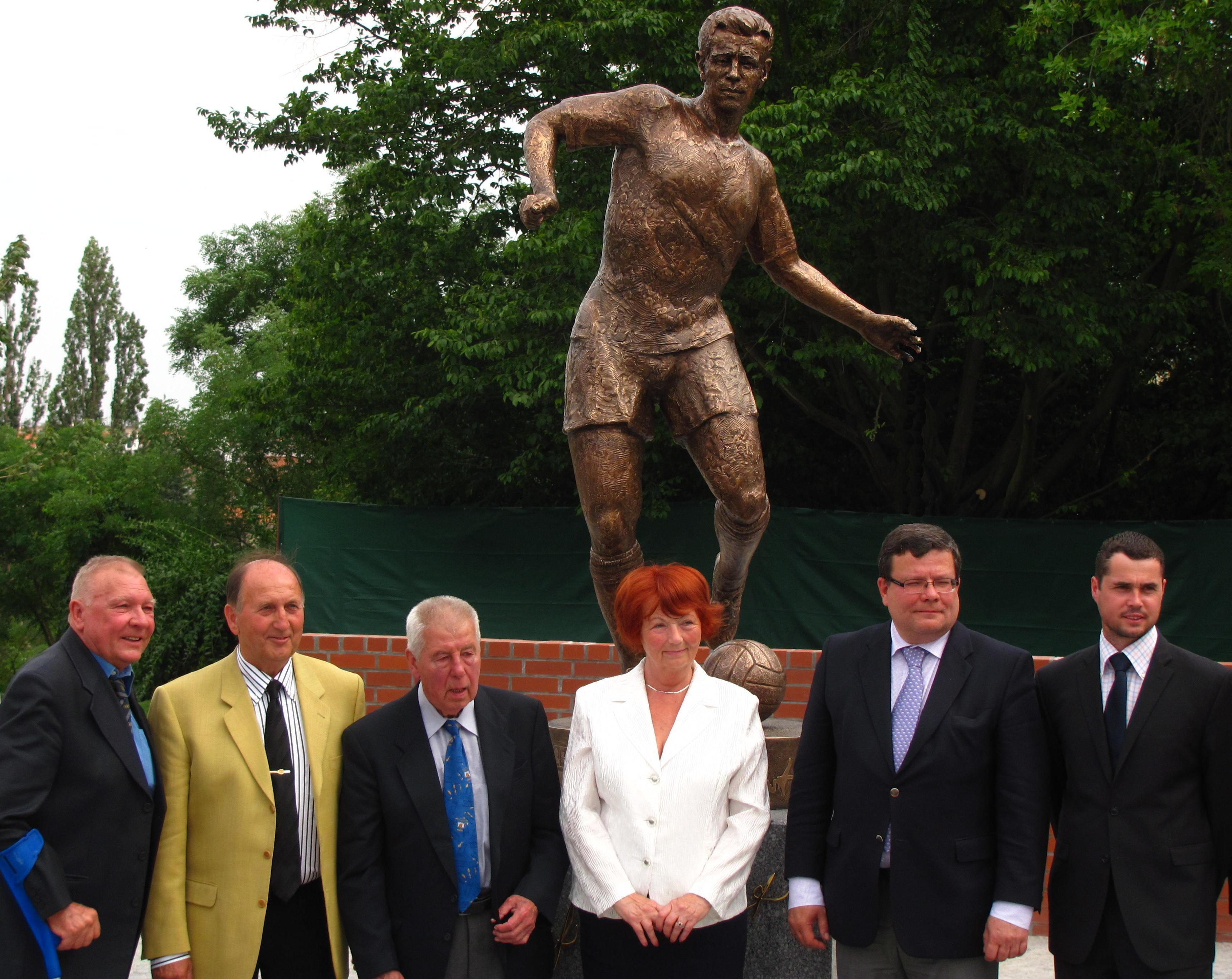
Josef Nálepa, Marie Kousalíková a Alexander Vondra při odhalování sochy Josefa Masopusta od Josefa Nálepy na pražské Julisce

Josef Nálepa (16. ledna 1936, Ostrava – 13. června 2012, Praha) byl český umělec a sportovec – medailér, kreslíř, sochař – portrétista. Kromě umění se také věnoval sportu, šlo o osminásobného mistra Československa ve vodním lyžování, ve kterém také působil jako reprezentační trenér, létal i na rogalu, kde patřil k průkopníkům tohoto sportu v Československu.

## Život
Vystudoval pražskou Akademii výtvarných umění, kde byli jeho učitelé Karel Pokorný a Karel Hladík, portrétní umění studoval také u Emanuela Kodeta. Kromě toho také studoval i na Fakultě tělesné výchovy sportu Univerzity Karlovy.
Proslul zejména jakožto sochař – portrétista. Mezi jeho nejznámější busty a sochy patří socha malíře Salvadora Dalího, kterého zpodobnil údajně jakožto jediný na světě. Portrétoval i mnohé československé umělce a známé lidi, mezi jeho pracemi lze nalézt portréty Tomáše Bati, Vlasty Buriana (pamětní deska v Praze-Dejvicích na někdejší Burianově vile), Jiřího Sováka, Miroslava Horníčka, Karla Gotta, Hany Hegerové, Josefa Masopusta (socha na pražské Julisce).
Pracoval také jako kreslíř a medailér, stal se autorem dvoukorunové československé mince i několika pamětních mincí. Pro město Třeboň vytvářel výtvarné návrhy pro tamější plánovanou lázeňskou kolonádu. Tvořil v ateliéru na pražském Novém Světě na Hradčanech.

## Osobní život
Jeho manželkou byla textilní výtvarnice Hana Nálepová, která prováděla tapúisérie podle jeho návrhů.